# Чикалао (Мантова)
Чикалао је насеље у Италији у округу Мантова, региону Ломбардија.
Према процени из 2011. у насељу је живело 13 становника. Насеље се налази на надморској висини од 124 м.